# Jacques Fullard
Jacques Fullard (* 19. September 1974) ist ein südafrikanischer Radrennfahrer.
Jacques Fullard gewann 1999 die sechste Etappe des Giro del Capo. Zwei Jahre später wurde er südafrikanischer Meister im Straßenrennen. 2001 gewann er bei den Afrika-Meisterschaften im Straßenradsport das Straßenrennen. In der Saison 2003 fuhr er für die Radsport-Mannschaft Barloworld und 2005 fuhr er für das südafrikanische Continental Team Konica Minolta. 2006 wurde Fullard zum zweiten Mal nationaler Straßenmeister. Die UCI Africa Tour 2006 beendete er auf dem neunten Platz der Gesamtwertung.
Wegen Nichterscheinens zu mehreren Dopingtests wurde Fullard 2002 für ein Jahr gesperrt und zu einer Geldstrafe von 2000 Schweizer Franken verurteilt.

## Erfolge
2001
- Südafrikanischer Meister – Straßenrennen

2006
- Südafrikanischer Meister – Straßenrennen

## Teams
- 2002 Minolta-Biomax
- 2003 Barloworld

- 2005 Konica Minolta